# دانشنامه دانش
دانشنامه دانش (عربی: المعرفة) یک دائرةالمعارف آنلاین غیرانتفاعی به زبان عربی است که از سیستم ویکی برای مدیریت، جمع‌آوری و ایجاد محتوا استفاده می‌کند تا یک دانشنامه عربی رایگان مشابه ویکی‌پدیا ارائه دهد. دانش در ۱۶ فوریه ۲۰۰۷ با هدف ایجاد دانشنامه رایگان، دقیق و پیشرفته تأسیس شد. در حال حاضر ۱۰۷٬۰۱۸٬۰۰۰ مقاله و صفحه واقعی به زبان عربی وجود دارد که با تصویر و پیوند به سایت‌های خارجی مرتبط، پشتیبانی می‌شود. محتویات آن تحت پروانه مستندات آزاد گنو منتشر شده‌است.